# العمال المهاجرون الهنود خلال جائحة كوفيد-19
واجه العمال المهاجرون الهنود خلال جائحة كوفيد-19 صعوبات متعددة. فمع إغلاق المصانع وأماكن العمل بسبب الإغلاق المفروض في البلاد، اضطر ملايين العمال المهاجرين للتعامل مع فقدان الدخل ونقص الغذاء وعدم اليقين بشأن مستقبلهم.3 بعد ذلك، جاع الكثير منهم وعائلاتهم. ثم بدأ الآلاف منهم بالعودة إلى منازلهم سيرًا على الأقدام، بدون وسائل نقل بسبب الإغلاق. ردًا على ذلك، اتخذت الحكومة المركزية وحكومات الولايات تدابير مختلفة لمساعدتهم، ثم رتبت لهم وسائل النقل فيما بعد. توفي أكثر من 300 عامل مهاجر بسبب الإغلاق، لأسباب تتراوح بين المجاعة والانتحار والإرهاق وحوادث الطرق والسكك الحديدية ووحشية الشرطة والحرمان من الرعاية الطبية في الوقت المناسب.

## خلفية
هناك ما يقدر بنحو 139 مليون مهاجر في البلاد، وفقًا للمنتدى الاقتصادي العالمي. توقعت منظمة العمل الدولية (ILO) أنه بسبب الوباء والإغلاق، سيكون حوالي 400 مليون عامل في حالة فقر. يأتي معظم المهاجرين في البلاد من أوتار براديش وبيهار، ويتلوهم راجستان وماديا براديش. تستقطب مدينتا مومباي ودلهي أكبر عدد من المهاجرين. بينما يهاجر معظم الرجال للعمل، تهاجر النساء بسبب الزواج.
يتكون العمال المهاجرون بشكل رئيسي من العمال الذين يأخذون رواتبهم بشكل يومي في الصناعات التحويلية والبناء. غالبًا ما يُحرمون من الرعاية الصحية المناسبة والتغذية والسكن والصرف الصحي؛ نظرًا لأن العديد منهم يعملون في القطاع غير الرسمي. معظمهم من المناطق الريفية ولكنهم يعيشون في المدن للعمل معظم العام. لم يكن لدى الكثير منهم مدخرات وعاشوا في مهاجع المصانع التي أغلقت بسبب الإغلاق. بالإضافة إلى ذلك، لم يكن هناك سجل مركزي للعمال المهاجرين، على الرغم من وجود قانون العمال المهاجرين بين الدول لعام 1979. 
وفقًا لبحث نُشر في الجمعية الجغرافية الملكية، فإن العمال الذين عوملوا أسوأ معاملة هم من مناطق مثل أوديشا وجارخاند وتشهاتيسجاره، حيث استُخرجت الموارد الطبيعية للسكان الأصليين من قبل الغرباء. علاوة على ذلك، فإن العمال يتقاضون أجورًا أقل مقابل أعمال أصعب، وخاصة في المجتمعات المتخلّفة مثل مجتمعات الداليت والأديفاسي. وأشار البحث إلى أن عائلات العمال الوافدين كانوا يدعمونهم من خلال صيانة منازلهم والعناية بهم، إما عند عدم توفر العمل الموسمي أو عندما لا يعودون قادرين على العمل. 
يوجد في ولاية ماهاراشترا أكبر عدد من المهاجرين، وفقًا لتعداد 2011 في الهند. فرضت حكومة الولاية إغلاقًا في 20 مارس في بيمبري تشينشواد ومنطقة مومباي الحضرية وناغبور، تاركة العمال المهاجرين بلا عمل. وتجمع الآلاف بعد ذلك في محطات القطارات والحافلات، بحثًا عن النقل إلى مسقط رأسهم. مع الإغلاق على مستوى البلاد، أُغلقت جميع مرافق النقل.

## نقص الغذاء

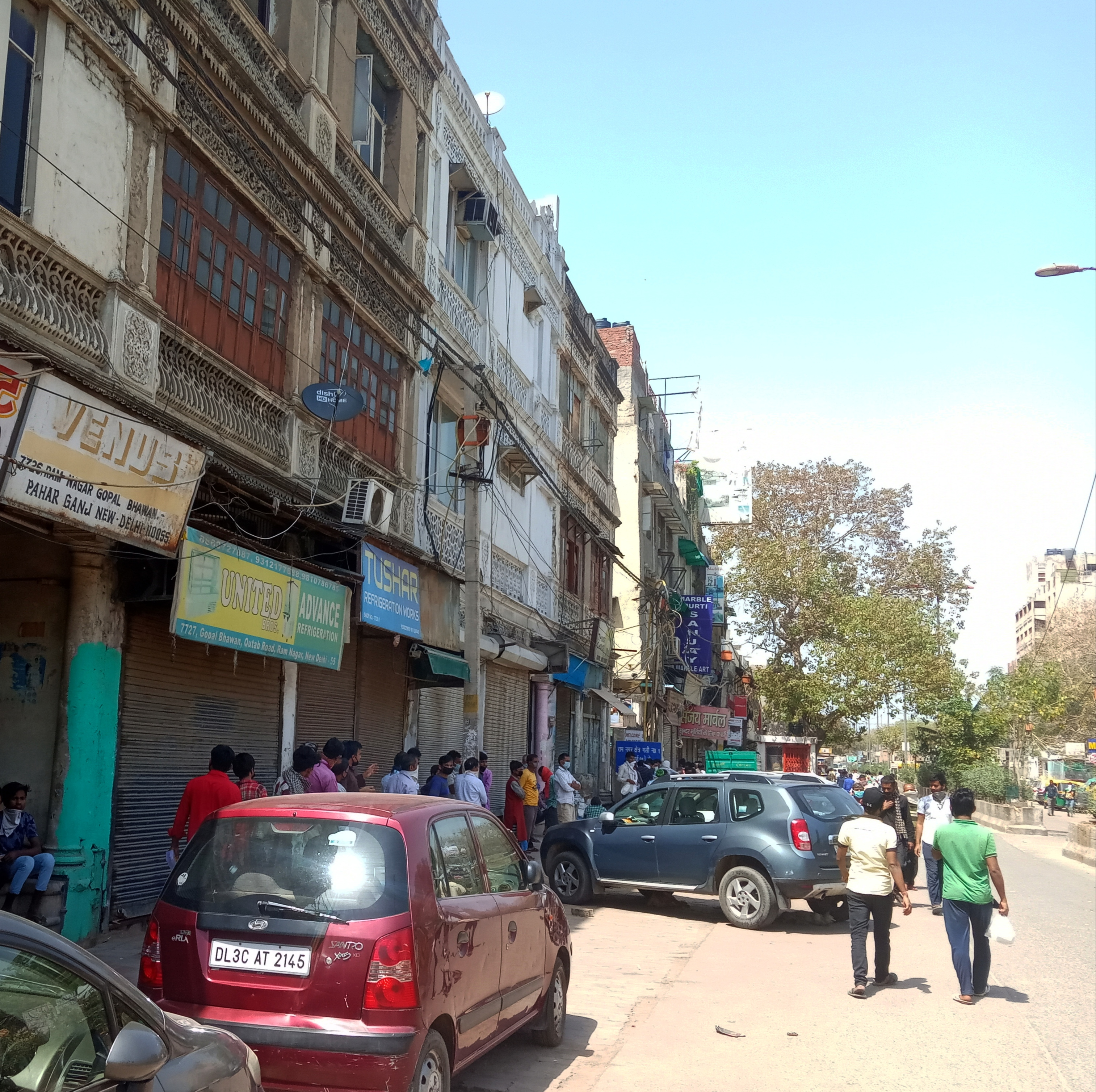
عمال مهاجرون يقفون في الصف من أجل الطعام في مدرسة حكومية في دلهي خلال الإغلاق الناجم عن جائحة كوفيد-19 في دلهي

وفقًا لتقارير الحكومة، كان هناك ما يكفي من الحبوب الغذائية المخزنة في صالات مؤسسات الغذاء الهندية لإطعام الفقراء لمدة عام ونصف على الأقل. في حين ضمنت المخططات الحكومية حصول الفقراء على حصص إعاشة إضافية بسبب الإغلاق، لم ينجح نظام التوزيع بأداء المهمة لأن البطاقات التموينية خاصة بمنطقة معينة وكان الوصول إلى متاجر الأسعار العادلة غير متاح إلى حد كبير. بالإضافة إلى ذلك، طُبّق نظام «أمة واحدة، بطاقة تموينية واحدة» في ولايات قليلة جدًا، اعتبارًا من منتصف أبريل. في حين أن المخطط سمح للعمال المهاجرين باسترداد الحبوب الغذائية مجانًا في أي مكان في جميع أنحاء البلاد، كان عدد قليل جدًا منهم على دراية بالمخطط. بالإضافة إلى ذلك، تطلب المخطط أيضًا المصادقة البيومترية، والتي أوقفت بسبب المخاوف من انتشار الفيروس من خلال مستشعرات بصمات الأصابع التي يستخدمها الجميع. في تيلانجانا، لم يتمكن الكثيرون من الاستفادة من الحصة بسبب نقص بطاقات أدهار. على هذا النحو، تُرك العديد من دون طعام ومال بسبب الإغلاق. 

## النزوح
مع عدم وجود عمل أو نقود، وقيود الإغلاق التي أوقفت وسائل النقل العام، شوهد آلاف العمال المهاجرين يمشون أو يركبون دراجات لمئات الكيلومترات (أو حتى أكثر من ألف كيلومتر) للعودة إلى قراهم الأصلية، بعضهم بمفرده وبعضهم مع عائلاتهم. كثير منهم فعلوا ذلك وهم جائعون. لم يكن التباعد الاجتماعي ممكنًا لهؤلاء المهاجرين لأنهم سافروا معًا في مجموعات كبيرة. وفقًا لبعضهم، فإنهم يفضلون الموت بسبب الفيروس في قريتهم على أن يموتوا جوعًا بسبب عدم وجود عمل في المدينة. 
قُبض على العديد لانتهاكهم الحظر، بعد أن قُبض عليهم على الحدود بين الدول، والغابات بين الدول وحتى على متن قوارب لعبور الأنهار. وتوفي بعض المهاجرين نتيجة الإرهاق. وتوفي آخرون في حوادث على الطرق بعد السير أو الاختباء في المركبات. في 31 مارس، تعرض ما يصل إلى 120 عاملًا مهاجرًا للضرب على أيدي الشرطة في ولاية غوجارات وقُبض عليهم بالقوة في شاحنة واحدة وسقطوا في ولاية ماهاراشترا، على الرغم من إصابتهم. في أورانجاباد، قُتل 16 مهاجرًا في 8 مايو بعد أن دهسهم قطار شحن بينما كانوا نائمين على السكك الحديدية، مرهقين من المشي. قُتل 26 مهاجرًا في حادث بين شاحنتين تقلان مهاجرين في 16 مايو. في وقت لاحق من شهر مايو، حملت فتاة تبلغ من العمر 15 عامًا والدها المريض على دراجة لمسافة 1200 كيلومتر (750 ميل) من بيهار إلى جوروجرام على مدار أسبوع. تواصل معها لاحقًا اتحاد ركوب الدراجات الهندي لتجربة الأكاديمية الوطنية لركوب الدراجات، وحصلت على إشادة من إيفانكا ترامب.
في وقت لاحق من شهر مايو، على الرغم من إطلاق الحكومة لقطارات وحافلات خاصة، اختار العمال المهاجرون إما السفر معًا في مجموعات كبيرة في مقصورات الشحن في الشاحنات والحاويات، أو السفر سيرًا على الأقدام. لم ينتظروا أو جاء دورهم للصعود إلى وسيلة النقل التي رتبتها الحكومة، ويرجع ذلك أساسًا إلى الجوع. بالإضافة إلى ذلك، شعروا أنه بالعودة إلى مسقط رأسهم، يمكنهم العودة إلى الزراعة وتولي وظائف صغيرة في ظل قانون الضمان الوطني القروي للعمل لعام 2005 (أو ما يُعرَف بقانون الماهاتما غاندي لضمان العمل، 2005).
زاد استهلاك البيانات المتنقلة وعريضة النطاق في إطار شبكة بهارات نت (شبكة من الألياف الضوئية الوطنية) بأكثر من الضعف في المناطق الريفية. 

## النزوح العكسي
على الرغم من الوعود والخطط الحكومية لتوليد فرص العمل في المناطق الريفية، بدأ بعض العمال المهاجرين في العودة إلى المدن بسبب نقص فرص العمل في مناطق مسقط رأسهم، إذ خُفّضت قيود الإغلاق كجزء من خطة إعادة الفتح رقم 1 في يونيو. عدد كبير من هؤلاء كانوا عائدين إلى مومباي. وساعدت إعادة فتح الخدمات المنتظمة للسكك الحديدية في تسهيل ذلك. أبلغت المدن أيضًا عن نقص كبير في العمالة، خاصة في صناعة البناء. ذكرت دراسة أجريت في أبريل ومايو أن 77% من العمال المهاجرين مستعدون للعودة إلى المدن من أجل العمل. من المتوقع أن تساعد عودة المهاجرين إلى المدن في إنعاش الاقتصاد الذي كان قد تأثر بالهجرة بشكل ملحوظ. ساعد بعض أصحاب العمل بسفر المهاجرين إلى أماكن عملهم. وشمل ذلك سيارات الأجرة والقطارات وحتى الرحلات الجوية.

## استجابة الحكومة

### التوجيهات
في 27 مارس، أمرت وزارة الداخلية الدول بضمان عدم تحرك المهاجرين أثناء الإغلاق، والسماح للولايات باستخدام الصندوق الوطني للاستجابة للكوارث (NDRF) لتوفير الطعام والمأوى للمهاجرين في 28 مارس. 
في 29 مارس، أصدرت الحكومة أوامر صارمة إلى أصحاب العقارات بعدم المطالبة بالإيجار خلال فترة الإغلاق وأن على أصحاب العمل دفع الأجور دون خصم. وأعلنت أن أولئك الذين انتهكوا الإغلاق سيُرسلون إلى منشآت الحجر الصحي التي تديرها الحكومة لمدة 14 يومًا، وطلبت من حكومات الولايات إقامة معسكرات إغاثة فورية للعمال المهاجرين العائدين إلى بلدانهم الأصلية. ومع ذلك، سُحب الأمر المتعلق بدفع الأجور في المبادئ التوجيهية لتمديد الإغلاق الصادرة في 17 مايو. 
في 16 مايو، أعلنت الحكومة عن نظام معلومات المهاجرين الوطني (NMIS)، وهو قاعدة بيانات على الإنترنت أنشأتها الهيئة الوطنية لإدارة الكوارث (NDMA). كان هذا للمساعدة في تبسيط حركة العمال المهاجرين. وسيساعد الدول في العثور على العدد الحالي للعمال المهاجرين الذين تقطعت بهم السبل ومواقعهم أيضًا. خططت الحكومة لإبقاء العمال على اطلاع دائم من خلال إدخال أرقام هواتفهم في النظام. 
في 14 يوليو، طلبت وزارة تنمية الموارد البشرية من حكومات الولايات إنشاء قاعدة بيانات للأطفال الذين هاجروا في المناطق الريفية.

### معسكرات الإغاثة
بعد وقت قصير من توجيه الحكومة المركزية في أواخر مارس، أقامت حكومات الولايات آلاف المخيمات لإيواء أعداد كبيرة من المهاجرين ووقف الهجرة الجماعية. قدمت حكومة دلهي طعامًا مجانيًا لـ 400 ألف شخص يوميًا، اعتبارًا من أواخر مارس. أُنشئ أكثر من 500 مركز للإغاثة من الجوع من قبل حكومة دلهي. بحلول 5 أبريل، كان يُوفّر الطعام لـ 7,500,000 شخصًا في جميع أنحاء البلاد في معسكرات الطعام التي تديرها الحكومة والمنظمات غير الحكومية. اعتبارًا من 12 أبريل، أُنشئ 37978 معسكر إغاثة و26225 معسكرًا للطعام. 
بهدف تلبية احتياجات المهاجرين ومنعهم من مغادرة المخيمات في الوقت نفسه، غيرت حكومة ولاية كيرالا الطعام الذي توفّره عن طريق إضافة أطباق شمال الهند إلى القائمة، وتوفير لوحات الكيرم (لعبة شبيهة بالبلياردو) ومرافق إعادة شحن الهواتف، فضلًا عن توفير الضروريات الطبية الأخرى مثل الأقنعة والمطهرات والأدوية. 

### ترتيبات النقل
حتى 28 مايو، كان 91 مهاجرًا قد عادوا إلى بلادهم في مرافق نقل رتبتها الحكومة. ومع ذلك، وفقًا لشبكة عمل العمال الذين تقطعت بهم السبل (SWAN)، فقد ارتبك المهاجرون بشأن الإجراءات الدقيقة لتسجيل أنفسهم للسفر. بالإضافة إلى ذلك، كانت العديد من بوابات التسجيل الحكومية إما باللغة الإنجليزية أو اللغة المحلية للدول التي يعيشون فيها، والتي لا يفهمها سوى عدد قليل جدًا من المهاجرين. 

#### الباصات
في أواخر مارس، قررت حكومة ولاية أوتار براديش ترتيب حافلات في محطة حافلات أناند فيهار في دلهي لإعادة المهاجرين إلى قراهم مجانًا. ثم تجمعت حشود كبيرة في محطة الحافلات. ومع ذلك، مع تمديد الإغلاق، ظل الكثيرون عالقين حتى الأسبوع الأخير من أبريل، عندما سمحت الحكومة المركزية لحكومات الولايات بتشغيل الحافلات، ولكن ليس القطارات. حتى 23 مايو، سافر 4,000,000 مهاجرًا إلى منازلهم بالحافلات. الحالة في الحافلات سيئة بشكل عام، مع استحالة التباعد الاجتماعي بسبب الازدحام وارتفاع الأسعار.

#### قطارات شراميك الخاصة

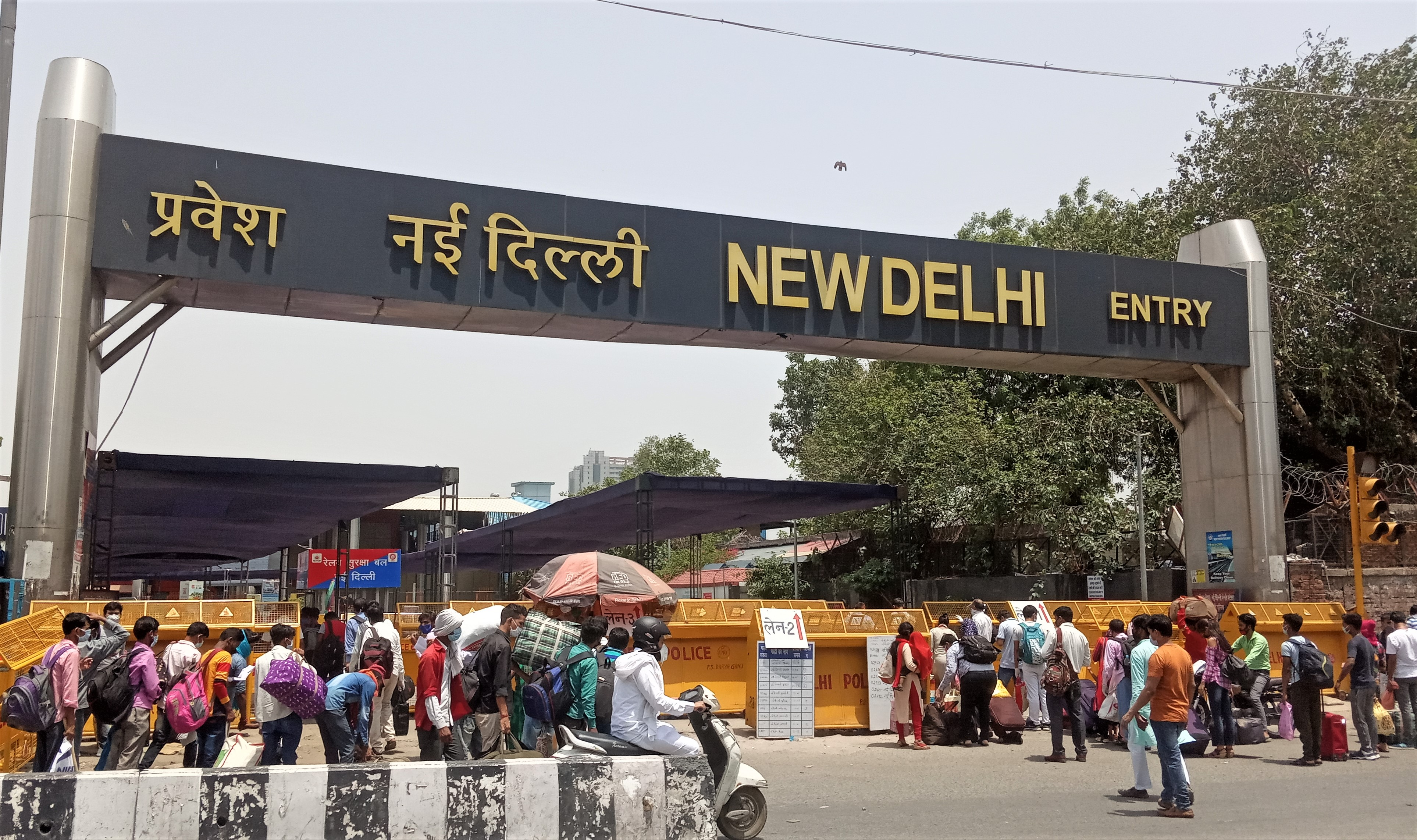
اندفاع العمال المحصورون إلى محطة سكة حديد نيودلهي للوصول إلى قراهم الأصلية عبر قطار شراميك الخاص

في 1 مايو، سمحت الحكومة المركزية للسكك الحديدية الهندية بإطلاق قطارات «شراميك الخاصة» للعمال المهاجرين وغيرهم ممن تقطعت بهم السبل. في 3 مايو عمدت وزارة الداخلية إلى توبيخ حكومات الولايات لتعجّلها بطلبها السريع لقطارات لنقل المهاجرين، قائلة إن القطارات كانت مخصصة في الأساس لأولئك الذين تقطعت بهم السبل بسبب الإغلاق المفاجئ، وليس للمهاجرين. بالإضافة إلى ذلك، لم تكن هذه الخدمة مجانية، مع وجود رسوم إضافية على الأسعار العادية. ثم واجهت الحكومة المركزية انتقادات من المعارضة، إذ وعد المؤتمر الوطني الهندي برعاية تذاكر المهاجرين ماديًا في 4 مايو. ثم أعلنت الحكومة أن السكك الحديدية ستقدم دعمًا بنسبة 85% على أسعار القطارات، مع قيام حكومات الولايات بتمويل النسبة المتبقية البالغة 15%.  ومع ذلك، ما يزال المهاجرون يُجبرون على دفع مبالغ لم يُكشف عنها في بعض الحالات. رفضت الحكومة المركزية في البداية مشاركة التفاصيل المتعلقة بهذا الأمر مع المحكمة العليا، لكنها أكدت لاحقًا عدم أ×ذ الأجور من قبل أحد. بالإضافة إلى ذلك، فإن توجيهات الحكومات المركزية بشأن الدول التي يجب أن تدفع تكاليف سفر المهاجرين أدت إلى خلاف بين ولاية ماهاراشترا ودول أخرى. 
بعد أيام قليلة من إدخال قطارات شراميك الخاصة، ألغت حكومة كارناتاكا القطارات (التي قيل إنها تدعم صناعة البناء) وفعلت حكومة بيهار الشيء نفسه للقطارات القادمة من ولاية كيرالا (رافضة تقديم شهادة عدم ممانعة). تراجعت الولايتان فيما بعد عن قراراتهما.
علاوة على ذلك، واجه المهاجرون العديد من المصاعب أثناء سفرهم بهذه القطارات. أفاد الكثيرون بأنهم لم يحصلوا على طعام وماء أثناء سفرهم. أبلغ قطار من جوا إلى مانيبور عن تأخير لمدة 58 ساعة، وعدم وجود طعام أو مرافق صحية مناسبة في القطار. أفاد آخرون ممن حصلوا على عبوات طعام ومياه أن المؤن أُلقيت ببساطة عند المداخل، تاركة العمال يتشاجرون مع بعضهم البعض من أجل حصصهم. وتوفي بعض المهاجرين أثناء رحلاتهم بالقطار، لكن السكك الحديدية ذكرت أن معظمهم كانوا يعانون من أمراض مسبقًا. وفقًا لقوة حماية السكك الحديدية، كان هناك ما يقرب 80 حالة وفاة على متن قطارات شارميك الخاص بين 9 و27 مايو. 
استُخدام 50% من المدربين الذين حُوّلوا إلى مراكز رعاية كوفيد-19 لهذه القطارات. وفقًا لتقرير قدمته شركة السكك الحديدية الهندية في 23 مايو، شكّل العمال المهاجرون من بيهار وأوتار براديش 80% من مسافري القطار. بالإضافة إلى ذلك، كان من المتوقع أن يسافر 3,600,000 مهاجرًا في الأيام العشرة التالية للتقرير. نقل 4277 قطار من قطارات شراميك الخاصة حوالي 6,000,000 مهاجرًا اعتبارًا من 12 يونيو. 

### تدابير الإغاثة
بعد فترة وجيزة من الإعلان عن الإغلاق على مستوى البلاد في أواخر مارس، أعلن وزير المالية نيرمالا سيترامان عن خطة إنفاق للفقراء بقيمة 1.7 ألف كرور روبية (24 مليار دولار أمريكي). تشمل الخطة بشكل أساسي تحويلات نقدية وخطوات لضمان الأمن الغذائي. بحلول 3 أبريل، كانت الحكومة المركزية قد أعطت حوالي 11,092 كرور روبية للولايات، لتمويل ترتيبات الغذاء والمأوى للمهاجرين. من أجل المساعدة على توفير الوظائف والأجور للعمال، زادت متوسط الأجور اليومية بموجب قانون المهاتما غاندي لضمان التوظيف إلى 202 روبية (2.80 دولار أمريكي) عن المتوسط السابق 182 روبية (2.60 دولار أمريكي)، اعتبارًا من 1 أبريل. خُصّص 1000 كرور روبية من صندوق PM CARES لدعم العمال المهاجرين في 13 مايو. في 14 مايو، أعلن الاقتصادي والسياسي سيذرمان كذلك عن الحبوب الغذائية المجانية للعمال المهاجرين، مستهدفًا 80 مليون عامل مهاجر من خلال إنفاق 35 مليار روبيه (490 مليون دولار أمريكي).
أطلقت حكومة الهند مبادرة غاريب كاليان روجغار أبيان للتعامل مع تأثيرات جائحة كوفيد-19 على العمال المهاجرين في الهند. وهو عبارة عن مخطط أشغال عامة ريفية أُطلق في 20 يونيو 2020 بتمويل أوّلي قدره 50,000 كرور (7.0 مليار دولار أمريكي) لـ 116 مقاطعة في 6 ولايات. 

### قوانين العمل
سعت حكومات ولاية أوتار براديش، ماديا براديش وغوجارات إلى مراجعة قوانين العمل مؤقتًا في أوائل مايو بهدف جذب الصناعات والاستثمارات. وانتقدت النقابات العمالية هذا الأمر ووصفته بأنه يضر بالعمال الوافدين بينما يمنح مزيدًا من الصلاحيات لأصحاب العمل. ثم كتب عشرة منهم إلى منظمة العمل الدولية في 14 مايو بخصوص الأمر نفسه، ردت عليه منظمة العمل الدولية بطمأنتهم بأنها اتصلت برئيس الوزراء ناريندرا مودي. 

### إجراءات الحجر الصحي
أبلغت العديد من الولايات عن أعداد كبيرة من الحالات الإيجابية لفيروس كوفيد-19 بين المهاجرين العائدين إلى ديارهم مع تخفيف قيود الإغلاق. فتحت حكومات الولايات الآلاف من مراكز الحجر الصحي لإيوائهم، مع فرض بعض الولايات الحجر الصحي الإلزامي المؤسسي. وفرضت الدول إجراءات صارمة على المهاجرين ليتبعوها، إما أثناء مغادرتهم أو بعد دخولهم حدود الدولة. 

## السلوك تجاه العمال المهاجرين
تعرّض العمال المهاجرون الذين قرروا البقاء في أماكنهم أثناء الهجرة للاعتداء من قبل جيرانهم، الذين اتهموهم بالإصابة بفيروس كورونا. وبالتالي لا يمكنهم المغامرة بشراء الطعام. وواجه العديد منهم وحشية الشرطة إذا غامروا بالخروج من منازلهم. 
عند عودتهم إلى بلداتهم وقراهم، تعامل معهم الآخرون إما بالخوف أو بالتحيز الطبقي، إذ رُشّوا بالمطهرات أو بمحلول الصابون في بعض الحالات. كان يُخشى أنهم يحملون فيروس كورونا من المناطق الحضرية التي عملوا فيها. تعرضوا للاعتداء والمضايقات من سكان بلداتهم. نظرًا لأن العديد منهم ينتمون إلى الطبقات الدنيا، فقد اضطروا لمواجهة الشتائم الطبقية. ودخل الآلاف في نزاعات ملكية. 
أفاد مهاجرون يسافرون عبر قطارات شراميك الخاصة أن إمدادات الطعام والمياه إما لم تُوفّر أو أنها أُلقيت ببساطة عند مداخل القطارات، مما ترك العمال يتشاجرون مع بعضهم البعض للحصول على نصيبهم. ثم ملأ الركاب زجاجات المياه الخاصة بهم على عجل في محطات السكك الحديدية التي توقفت عندها القطارات.
أعرب العديد من العمال المهاجرين عن خوفهم من العودة إلى وظائفهم القديمة في المدن، بعد أن واجهوا البطالة أثناء الإغلاق. أبلغت الشركات عن نقص العمالة من منتصف أبريل. تشير التقديرات إلى أن هذا الأمر سيستمر لستة أشهر أخرى على الأقل. 

## جلسة المحكمة العليا
وافقت المحكمة العليا في الهند على الاستماع إلى التماس نيابة عن العمال المهاجرين في 30 مارس. طلبت المحكمة من الحكومة المركزية تقديم تقرير حالة فيما يتعلق بوضع العمال الوافدين. ذكرت الحكومة المركزية في تقريرها أن العمال المهاجرين، الخائفين على حياتهم، تحركوا في حالة من الذعر الناجم عن الأخبار الكاذبة بأن الإغلاق سيستمر لأكثر من ثلاثة أشهر. وأضافت المحكمة أنها راضية عن رد الحكومة حتى الآن. 
في 21 أبريل، رفضت المحكمة التماسًا يطالب بدفع الحد الأدنى للأجور، على أساس أن العمال يحصلون بالفعل على وجبات مجانية. 
في 16 مايو، رفضت المحكمة العليا قانون المصلحة العامة الهندي بتوجيه قضاة المقاطعات لتحديد وتوفير الإغاثة والنقل مجانًا للعمال المهاجرين، مشيرة إلى أن ذلك من مسؤولية حكومات الولايات. وفي حديثه عن العمال الذين قتلوا وهم نائمون على سكة حديد أورانجاباد، ذكرت المحكمة أنه لا يمكن منع ذلك. علاوة على ذلك، ذكرت الحكومة المركزية أنه توفّر بالفعل وسائل للنقل بين الولايات للمهاجرين وطلبت منهم انتظار دورهم بدلًا من اختيار المشي.
وفي 26 مايو، اعترفت المحكمة العليا بأن مشاكل المهاجرين لم تُحل بعد وأن هناك «أوجه قصور وبعض الثغرات» من جانب الحكومات. ومن ثم أمرت الإدارة المركزية والولايات بتوفير الغذاء والمأوى والنقل المجاني للعمال المهاجرين الذين تقطعت بهم السبل. قبل ساعات من صدور هذا الحكم، كتب كبار المحامين من مومباي ودلهي رسالة شديدة اللهجة إلى المحكمة بشأن «احترام الذات» تجاه الحكومة. 

## حالات الوفاة
بسبب الإغلاق، أُبلغ عن أكثر من 300 حالة وفاة حتى 5 مايو، لأسباب تتراوح بين المجاعة، والانتحار، والإرهاق، وحوادث الطرق والسكك الحديدية، ووحشية الشرطة والحرمان من الرعاية الطبية في الوقت المناسب. معظم الوفيات المبلغ عنها من المهاجرين والعمال المهمشين. توفي 80 أثناء عودتهم إلى ديارهم في قطارات شراميك الخاصة، خلال شهر واحد منذ إطلاقها.
الجدير بالذكر أنه في 8 مايو قتل قطار شحن 16 مهاجرًا كانوا قد توقفوا للراحة على خطوط السكك الحديدية بالقرب من أورانجاباد في ولاية ماهاراشترا. في 14 مايو، قُتل ثمانية عمال مهاجرين وأصيب قرابة 55 عندما اصطدمت الشاحنة التي كانوا على متنها بحافلة بالقرب من غونا، ماديا براديش. في 16 مايو، قُتل 24 من العمال المهاجرين وأصيب عدد آخر عندما اصطدمت مقطورة تقل مهاجرين (مع أكياس من الجير) بشاحنة ثابتة، تقل مهاجرين بدورها، في منطقة أوريا في أوتار براديش. طبقًا لبيانات جمعتها مؤسسة سيف لايف، وهي منظمة غير حكومية تعمل في مجال السلامة على الطرق، فقد قُتل 198 عاملًا مهاجرًا في حوادث الطرق، حتى 2 يونيو.

## الاستقبال
منذ ذلك الحين، احتج آلاف المهاجرين في جميع أنحاء البلاد، لأسباب تتراوح بين المطالبة بالنقل إلى الوطن، إلى جودة الطعام المقدم، وعدم السماح لهم بعبور الحدود. تحولت بعض الاحتجاجات إلى أعمال عنف. 
نظمت النقابات العمالية احتجاجات على مستوى البلاد للاحتجاج على التغييرات في قوانين العمل، إذ نظّم تنظيم بهاراتيا مازدور سانغ واحدًا في 20 مايو ومركز النقابات العمالية الهندية ومؤتمر نقابات العمال لعموم الهند نظموا احتجاجات أخرى في 22 مايو. كتب سبعة أحزاب يسارية إلى الرئيس للتدخل في القضية. كتبت عشر نقابات عمالية إلى منظمة العمل الدولية بخصوص قوانين العمل، في 14 مايو. ردًا على ذلك، أعربت منظمة العمل الدولية عن «قلقها العميق» لرئيس الوزراء مودي وطلبت منه أن يوجه الحكومة المركزية وحكومات الولايات بالوفاء بالالتزامات (تجاه قوانين العمل) التي قدمتها الهند.
أُجريت مقارنات سلبية بين وضع العديد من المهاجرين المحليين والهنود في الخارج: انتقد شيخار جوبتا وسائل الإعلام ومودي لتركيزهما على مهمة فاندي بهارات وبالتالي التركيز على الطبقة الأكثر ثراءً على حساب الطبقة العاملة. انتقد بعض السياسيين الحكومة المركزية لعدم تركيزها بشكل كافٍ على العمال الوافدين. اعترف الرئيس التنفيذي لشركة نيتي أيوغ، أميتاب كانط، بأنه كان من الممكن رعاية العمال المهاجرين بشكل أفضل وصرح بأنها مسؤولية حكومات الولايات. وصرح الخبير الاقتصادي جان دريز بأن الإغلاق كان «بمثابة حكم بالإعدام تقريبًا» على المحرومين في البلاد، مشيرًا إلى أن «السياسات تصنع أو تتأثر بفئة من الناس لا تولي اهتمامًا كبيرًا للعواقب المترتبة على المحرومين».
في مايو، ألّف مانوج منتشير قصيدة عن محنة العمال المهاجرين. لاحقًا في يونيو، ألّف جاويد أختار أيضًا قصيدة عنهم.